# 法伊兹普尔
法伊兹普尔（Faizpur），是印度马哈拉施特拉邦Jalgaon县的一个城镇。总人口23690（2001年）。

## 人口
该地2001年总人口23690人，其中男性12287人，女性11403人；0—6岁人口3065人，其中男1572人，女1493人；识字率74.50%，其中男性为80.33%，女性为68.22%。